# Пионий (атом)
Пионий (атом) — экзотический атом, состоящий из одного {\displaystyle \pi ^{+}} и одного {\displaystyle \pi ^{-}}-мезона.
Он может быть создан, например, взаимодействием протонного пучка, ускоренного ускорителем частиц, и ядра-мишени. Пионий имеет короткое время жизни {\displaystyle 2,89\times 10^{-15}} c, предсказанное теорией хиральных возмущений. Он распадается в основном на два {\displaystyle \pi ^{0}}-мезона и с меньшей вероятностью на два фотона.
Он был исследован в ЦЕРНе для измерения его продолжительности жизни. Эксперимент DIRAC на протонном синхротроне позволил обнаружить 21227 атомных пар из общего числа событий {\displaystyle 1,5\times 10^{9}}, что позволяет определить время жизни пиония с точностью до статистических погрешностей в пределах 9 %.
В 2006 году коллаборация NA48/2 в ЦЕРНе опубликовала доказательства образования и распада пиония в распадах заряженных каонов, изучая масс-спектры дочерних пар пионов в событиях с тремя пионами в конечном состоянии {\displaystyle {\mathrm {K} }^{\pm }\rightarrow {\pi }_{atom}^{\pm }\rightarrow {\pi }^{\pm }\pi ^{0}\pi ^{0}}.
За этим последовало прецизионное измерение длины рассеяния S-волны пионов, опубликованное коллаборацией в 2009 году.
Результаты вышеприведенных экспериментов играют важную роль в проверке низкоэнергетических предсказаний КХД.